# Sarre (departament)
Departamentul Sarre (în franceză Département de la Sarre) a fost un departament al Franței din perioada Revoluției și a Primului Imperiu. 
Departamentul a fost format în urma ocupării de către trupele revoluționare franceze a malului vestic al Rinului în 1794. În 1795 este încheiată Pacea de la Basel care pune capăt războiului contra Primei Coaliții, iar pe malul vestic al Rinului este organizată o republică soră a Republicii Franceze, Republica Cisrenană. Această republică are o existență efemeră, fiind dizolvată în 1802, în același timp teritoriul fiind organizat sub forma a 4 departamente printre care și Sarre, departamente ce au fost incorporate în mod formal în Republica Franceză în 1801. 
Departamentul este numit după denumirea franceză a râului Saar, aproximativ în regiunea landului actual Saarland (Malul stâng al Rinului). Reședința era orașul Trier, cunoscut în franceză ca și Trèves. Departamentul este divizat în 4 arondismente și 33 cantoane astfel:
- arondismentul Trier, cantoanele: Bernkastel, Büdlich, Konz, Pfalzel, Saarburg, Schweich, Trier și Wittlich.
- arondismentul Birkenfeld, cantoanele: Baumholder, Birkenfeld, Grumbach, Hermeskeil, Herrstein, Kusel, Meisenheim, Rhaunen și Wadern.
- arondismentul Prüm, cantoanele: Blankenheim, Daun, Gerolstein, Kyllburg, Lissendorf, Manderscheid, Prüm, Reifferscheid și Schönberg.
- arondismentul Saarbrücken, cantoanele: Blieskastel, Lebach, Merzig, Ottweiler, Saarbrücken, Sankt Arnual și Waldmohr.

În urma înfrângerii lui Napoleon la Waterloo, teritoriul este înglobat în Regatul Prusiei, în care face parte din Marele Ducat al Rinului Inferior cu excepția unor teritorii ce sunt înglobate în Regatul Bavariei și Ducatul Oldenburg. În urma primei păci de la Paris din 1814 câteva cantoane din sud, mai precis Saarbrücken și Saarlouis rămân franceze, dar după cele 100 de zile acestea sunt anexate de Prusia. Actualmente, teritoriul fostului canton Schönberg aparține Belgiei fiind inclus în teritoriul cantoanelor din Est anexate după Primul război mondial.